# 羅約爾頓 (印地安納州)
羅約爾頓（英語：Royalton）是位於美國印地安納州布恩縣的一個非建制地區。該地的面積和人口皆未知。

## 地理
羅約爾頓的座標為40°55′37″N 86°20′18″W / 40.92694°N 86.33833°W，而該地的平均海拔高度為280米（即919英尺）。